# 人頭稅
人頭稅（poll tax或head tax）是一種向每一個人課相同、定額的稅種（有別於所得之百分比）。在19世紀時，此稅曾為許多國家的重要稅收，但是現在已非如此。歷史上有幾個著名的人頭稅例子。

## 西方人頭稅
在美國部份地區，人頭稅曾被用來當投票資格；主要目的為排除非裔美國人、美洲原住民及非英國後裔白人的投票權（但同時又設立祖父條款來保障貧困白人的投票權）。英國岡特的約翰和柴契爾夫人也曾分別於14及20世紀徵收人頭稅。
加拿大也曾於1885年通過1885年華人移民法案，向所有進入加拿大的華人徵收$50人頭稅。其用意在阻擾低層華人在加拿大太平洋鐵路完工後繼續向加拿大移民，但加拿大仍歡迎負擔得起人頭稅的華人富商移民。在發覺人頭稅並不能有效遏止華人移民之後，加拿大政府將稅額在1900年和1903年分別加到$100及$500。該稅到1923年被更嚴厲的排華法所取代，至1947年才得以被废除。
2006年6月22日，加拿大政府為百多年前向華裔移民徵收人頭稅正式道歉，預料將會賠償受害人及遺孀，当时加拿大总理史蒂芬·哈珀特意用粤语（最多加国华人说的语言）宣布“加拿大道歉”。據估計，曾經付過人頭稅的華人約有8.1萬人，至2006年仍在世的只剩下約30人。

## 中国丁税
古代中国政府历来抽取丁税（即人头税，丁指男丁，壮年男性劳动力），在历次税收改革中被数次并入征税，又数次重新衍生出来。
人頭稅在清代廢止，從此中國人口大爆炸。

## 伊斯兰吉茲亞
昔日有伊斯蘭國家向非穆斯林人民徵收稱為「吉茲亞」的人頭稅。

## 参看
- 華工
- 人頭稅石